# 流★星
『流★星』（りゅうせい）は、日本の映画である。1998年製作、1999年1月30日公開。

## あらすじ
独り身で初老の菊次郎（緒形拳）は、なけなしの金を片田舎の競馬場で費やしていた。電話ボックスの張り紙を見て知り合った少女・ひとみ（清水真実）に美容整形費目的の援助交際を迫られたが、家賃も払えぬ身の上断るも、偶然路上に停まっていた馬運車から名馬リュウセイを自宅に連れ去ってしまう。このリュウセイから身代金を取り立て、ひとみの金を払おうと企てた菊次郎だが、ひとみと再会しているうちに馬は逃げ出していた。探し当てた先は競馬場で知己のあったチンピラの良雄（江口洋介）宅で、良雄も電話ボックスの張り紙からひとみと知り合い、自宅に引き連れていたのであった。リュウセイは中央G1優勝馬キングダムとG1・東日本大賞典で対戦を予定している地元期待の星で、ともに金が欲しかった3人は共謀してリュウセイを誘拐することになる。

## キャスト
- 山本菊次郎 - 緒形拳
- 川崎良雄 - 江口洋介
- 桂木ひとみ - 清水真実
- 霧島 - 國村隼
- 早川 - 秋山道男

## その他
現在は廃止されている山形県上山市の上山競馬場が舞台である。田舎の小さな競馬場であるため、賭場の殺伐とした雰囲気は薄いが、田園、草原、海岸といった美しい風景がふんだんに盛り込まれている。東日本大賞典は架空の競走である。